# Zevenburgentrilogie

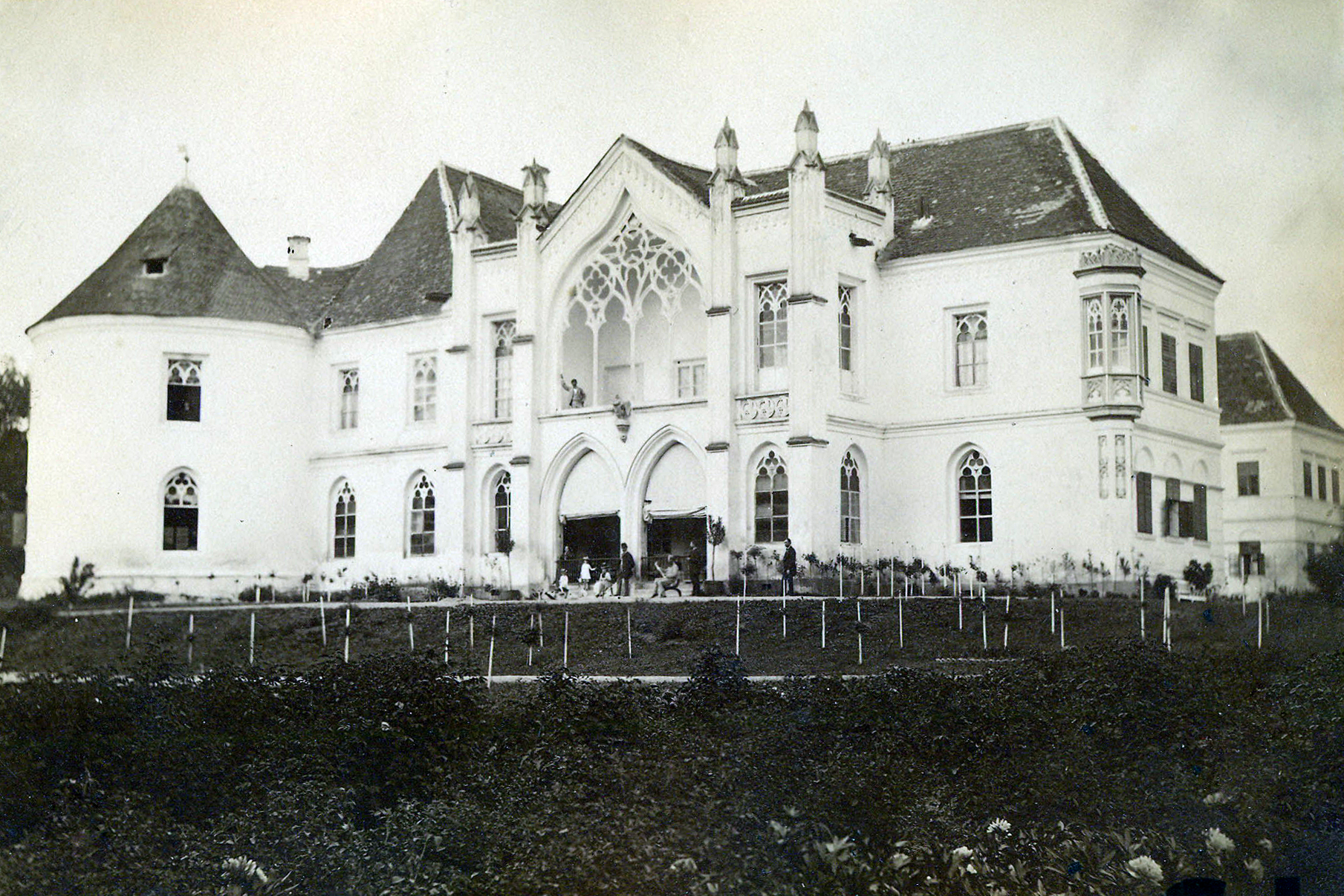
Kasteel Bánffy, Miklós Bánffy's kasteel dat model stond voor het fictieve Dénestornya, het kasteel van de graven Abády in de roman

De Transsylvaanse of Zevenburgentrilogie (Hongaars: Erdélyi történet) is een roman in drie delen van de Hongaarse schrijver Miklós Bánffy, verschenen van 1934 tot 1940. De trilogie gaat over het morele verval van de Hongaarse adel en de teloorgang van (Oostenrijk-)Hongarije als natie in de tien jaar vóór het uitbreken van de Eerste Wereldoorlog. Ze vertelt het verhaal van twee neven, de sociaal geëngageerde graaf Bálint Abády en graaf László Gyerőffy. Hun levens spelen zich af tegen de achtergrond van de politieke gebeurtenissen in Hongarije en daarbuiten. Een deel van de verhaallijn speelt zich af op de Zevenburgse Vlakte, het gebied waar Bánffy zelf was opgegroeid.
De trilogie verscheen vlak vóór de Tweede Wereldoorlog, waarna in Hongarije een communistisch regime aan de macht kwam. Dit regime gaf aanvankelijk geen ruimte voor het verder publiceren van een roman waarin het leven van de aristocratie zo centraal stond. Pas in de jaren 1980 werd het boek opnieuw uitgegeven in Hongarije. In 1999 verscheen de eerste Engelse vertaling en sinds 2022 is de gehele trilogie ook in het Nederlands beschikbaar.

## Boekdelen

### Eerste deel
Het eerste deel van de trilogie heet Megszámláltattál ("Ge zijt geteld") in het Hongaars en werd afgewerkt in 1934. De titel is een verwijzing naar Daniël 5, 26. In het Bijbelboek Daniël worden de woorden "Geteld, geteld, gewogen, verdeeld", die op een muur geschreven zijn, door Daniël aan de Babylonische kroonprins verklaard in die zin dat de dagen van de koning geteld zijn, de koning gewogen, maar te licht bevonden is en zijn rijk zal worden verdeeld onder de Meden en de Perzen. In dit boek wordt Bálint Abády onder andere geconfronteerd met zijn onmogelijke liefde voor Adrienne Uzdy (waarvoor Bánffy's muze Carola Szilvássy model stond) en neemt hij het op voor Roemeense boeren in de bergdomeinen die zijn familiebezit zijn. Zijn achterneef László geraakt in moeilijkheden door zijn gokverslaving. Het verhaal begint in 1904 en speelt zich af tegen de achtergrond van onder andere de Zakdoekstemming en de Hongaarse crisis. Bálint is als lid van het Huis van Afgevaardigden nauw bij deze ontwikkelingen betrokken. De auteur, Bánffy, die zelf in het Huis van Afgevaardigden zetelde, geeft op deze manier zijn kijk op de zaken weer.

### Tweede deel
De oorspronkelijke titel van het tweede deel (1937) luidt És hijjával találtattál ("En ge zijt te licht bevonden"), uit Daniël 5, 27. Het verhaal van het eerste boek gaat verder. De politieke achtergrond is onder andere de wapenwedloop en de Bosnische crisis.

### Derde deel
De Hongaarse titel van het derde en laatste deel (1940) is Darabokra szaggattatol ("Ge wordt aan stukken gereten"), naar Daniël 5, 28. De verhaallijn loopt samen met de aanloop naar de Eerste Wereldoorlog en de Oostenrijkse mobilisering tegen Servië.

## In het Nederlands
De trilogie is door Rebekka Hermán Mostert in het Nederlands vertaald en verscheen bij uitgeverij L.J. Veen onder de titels Geteld, geteld (2016), Te licht bevonden (2019) en Uiteengescheurd (2022). 